# Halecium lucium
Halecium lucium is een hydroïdpoliep uit de familie Haleciidae. De poliep komt uit het geslacht Halecium. Halecium lucium werd in 1979 voor het eerst wetenschappelijk beschreven door Antsulevich. 